# The Washington Times

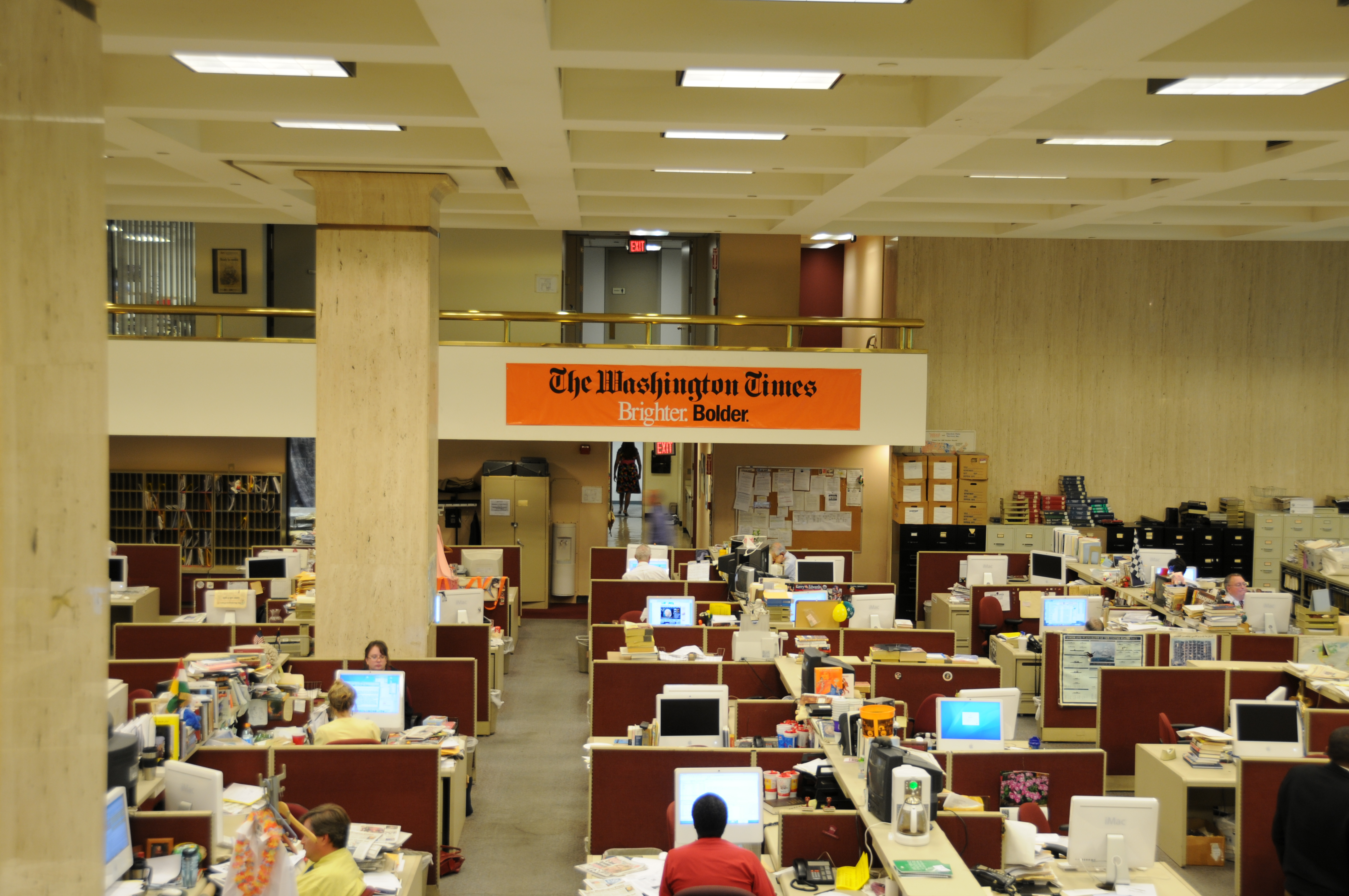
The Washington Times, newsroom

The Washington Times är en dagstidning som utges i Washington, D.C.. Tidningen grundades 1982 av Familjefederationen för Världsfred och Enighet (Enighetskyrkan), även känd som Moonrörelsen. Tidningen är känd för att vara konservativ i politiska och sociala frågor.

## Historia
The Washington Times grundades 1982 strax efter det att konservativa dagstidningen Washington Star gått i konkurs och konkurrenten Washington Post således var huvudstadens enda morgontidning. En stor del av personalen hämtades från Washington Star. Enighetskyrkans grundare och ledare Sun Myung Moon hade för avsikt att konkurrera med vad han uppfattade vara Washington Posts liberala vinkling och enligt Moons närmaste medhjälpare Bo Hi Pak skulle tidningen "kämpa mot kommunism och stå upp för 'judeo-kristna värderingar'". Huvudägare till tidningen blev medieföretaget News World Communications som ägdes av Enighetskyrkan.
Moon höll ett tal vid tidningens tjugoårsfirande där han sade att tidningen var ett instrument för att sprida sanningen om Gud till världen. Tidningskonsulten John Morton menar dock, enligt en artikel i Washington Post, att Moon inte otillbörligt påverkat hur tidningen bedriver sin journalistik. Tidningen har hela tiden gått med förlust; Moon och kyrkan hade 2008 investerat runt 2 miljarder dollar i tidningen men Moon sa då att han hade för avsikt att fortsätta spendera pengar för att hålla tidningen konservativ.
2008 slutade redaktören Wesley Pruden och ersattes av John F. Solomon, tidigare anställd på Associated Press och The Washington Post. En månad senare ändrade tidningen skrivregler i vissa frågor och bytte ut vissa termer för att anpassa sig till ett modernare och mer nedtonat språkbruk. Till exempel skrev man "illegal immigrants" istället för "illegal aliens", "gay" istället för "homosexual", man började referera till Hillary Clinton som "Clinton" istället för "Hillary" och man slutade att använda citattecken för ordet äktenskap (marriage) när det användes i sammanhanget samkönade äktenskap. Dessa förändringar resulterade i kritik från vissa konservativa.
30 november 2009 meddelande Enighetskyrkan att man skulle sluta finansiera tidningen och att den skulle kunna tvingas övergå till internetbaserad publikation. Månaden därpå varslades 40 % av alla anställda och man meddelade att alla prenumerationstjänster skulle upphöra. Därefter la man bland annat ner tidningens söndagsutgåva och sportbilaga. I juli 2010 började ledare från Enighetskyrkan protestera mot tidningens nya inriktning och krävde åter stärkta band mellan kyrkan och tidningen. I augusti samma år nåddes en överenskommelse om att sälja tidningen direkt till en grupp individer med nära band till kyrkan.
I november 2010 köpte Sun Myung Moon tillsammans med en grupp tidigare redaktörer Washington Times från News World Communications för en dollar.